# Friedenstal
Friedenstal ist ein Bereich des Herforder Stadtviertels Neustädter Feldmark, der bundesweit durch den Herforder Sportverein Borussia Friedenstal (Herforder SV) bekannt geworden ist, der von 2006 bis 2018 in der 2. Frauen-Bundesliga bzw. der Frauen-Bundesliga spielte.

## Lage
Friedenstal ist eine Wohnsiedlung, die im Südosten der Stadt nordöstlich der Salzufler Straße liegt, nicht weit entfernt von der Stadtgrenze zu Bad Salzuflen. Östlich schließt sich der Bereich Waldfrieden an. Auch das Ludwig-Jahn-Stadion, in dem neben dem Herforder SV der SC Herford spielt, liegt nicht weit entfernt. Es wird aber nicht mehr dem Bereich Friedenstal zugeordnet.

## Schulen
Am westlichen Rand befindet sich die Gesamtschule Friedenstal, die einzige Herforder Gesamtschule. Im östlichen Bereich befindet sich die Grundschule Oberringstraße.

## Kreuzkirche

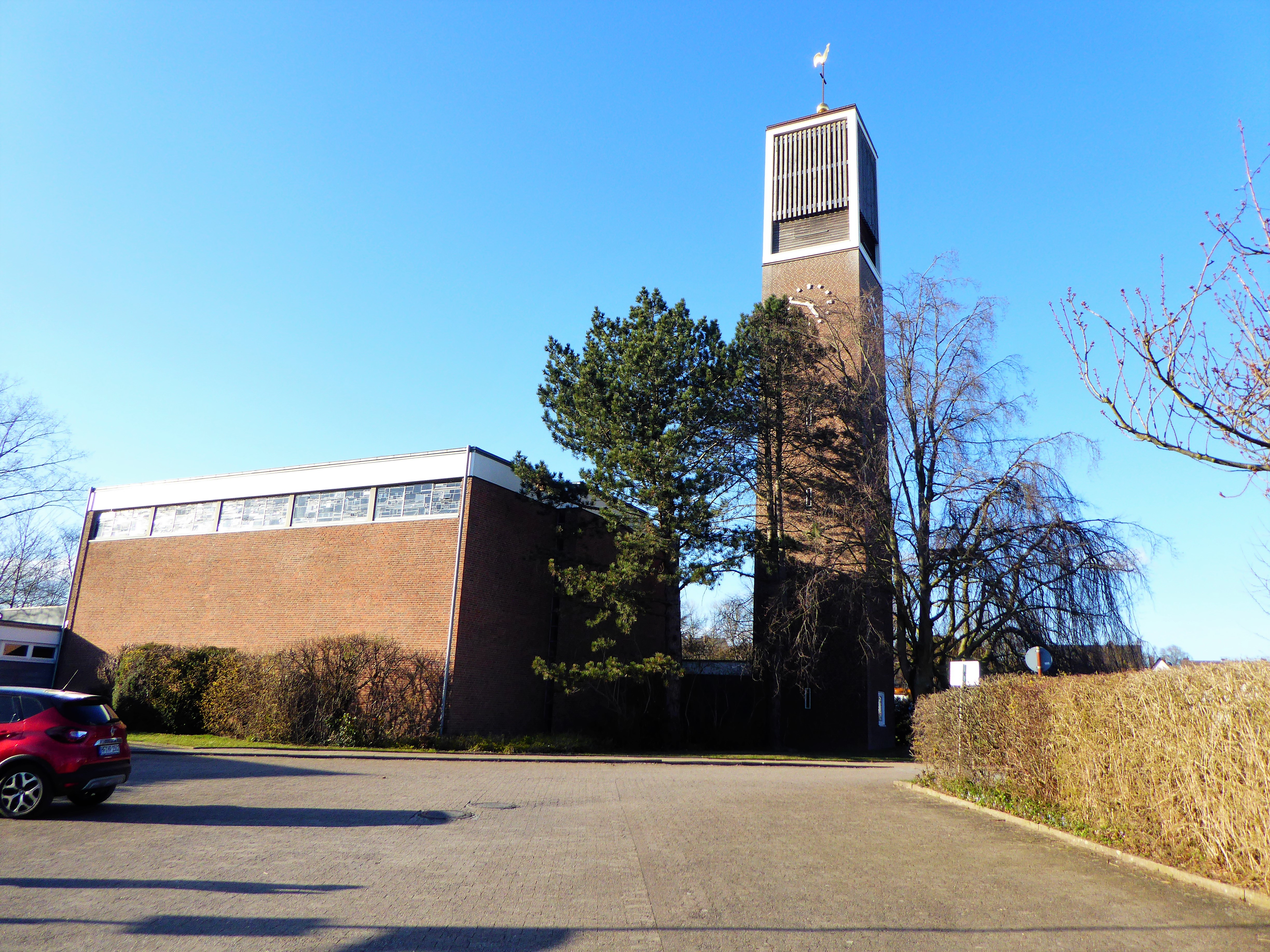
Kreuzkirche Friedenstal 2022

Im Jahre 1965 wurde die evangelische Kreuzkirche in der Hessestraße eingeweiht. Das Hauptschiff erstreckt sich von Osten nach Westen. Im Norden vorgelagert befindet sich ein niedriges Seitenschiff, dessen Ostseite mit dem 32 Meter hohen Turm abschließt. Auf der Turmspitze dreht sich ein Wetterhahn auf einem Kreuz mit der Weltkugel.
Der Innenraum ist in Gelb- und Brauntönen gehalten. Die farbige Fensterreihe befinden sich hoch unter dem Dach. Altar und Taufstein bestehen aus Muschelkalk, ebenso wie das Kruzifix über dem Altar im Osten. Links vom Altarraum steht der Taufstein, rechts davon die Kanzel.
Neben der Kirche stehen zwei Pfarrhäuser, das Gemeindehaus und eine Kindertagesstätte.

## Herforder Kleinbahn
Bei der ehemaligen Herforder Kleinbahn, die von 1902 bis 1963 die Salzufler Straße in Richtung Bad Salzuflen befuhr, gab es eine Haltestelle Friedenstal.

## Radrennen
Seit 2015 wird jeweils am letzten Wochenende des Jahres rund um die Gesamtschule Friedenstal das Querfeldein-Silvester-Cross des RC Endspurt Herford durchgeführt. Zuvor fand die Veranstaltung rund um den Elisabethsee in Eickum statt.